# Barno Itzhakova
Barno Itzhakova (Tashkent, 12 de mayo de 1927 - Ramla, 7 de septiembre de 2001; en tayiko: Барно Исҳоқова; en persa: برنا اسحاقوا‎; en ruso: Барно Исхакова; en hebreo: ברנו יצחקובה‎) fue una famosa cantante bujari de Tayikistán.

## Primeros años
Itzhakova nació en Taskent, RSS de Uzbekistán, URSS en una tradicional familia bujari, hija de Berakh y Rachel Iskhakov.

## Carrera
Entre 1941 a 1943 trabajó como bibliotecaria en la Escuela Secundaria No. 24 de Taskent, y entre 1943 y 1945 como cantante para el coro de la Radio de la RSS Uzbeca. Fue la primera mujer  en convertirse en una cantante profesional de Shashmaqom. Después de la Segunda Guerra Mundial, ella y su marido emigraron a la capital de la República Socialista Soviética de Tayikistán, Stalinabad (hoy Dushanbe) e hizo su carrera como cantante en esta república, trabajando desde 1950 como solista del Departamento Radiofónico de la RSS de Tayikistán. Barno Itzhakova era considerada como una de las cantantes más grandes de la historia de Tayikistán y Asia Central. Aunque estuvo casada toda su vida con el cantante Isroel Badalbayev, mantuvo su apellido de soltera como su nombre artístico. 
Su primera canción - "Alá" ganó un premio en la del Ministerio de Cultura de la RSS Tayika. Ha sido considerada una intérprete notable, al mismo nivel de otras estrellas de la música tayika como Seeno, Davlatmand Kholov, y Daler Nazarov. Itzhakova se hizo muy famosa por sus interpretaciones de canciones tradicionales de Shashmaqom en tayiko y uzbeco, y otras canciones en ruso, así como en su lengua madre, bújaro o judeo-tayiko. Era conocida como la Reina del Shashmaqom, cantando tanto en radio como en la televisión con otros intérpretes tayikos famosos de la era soviética como Neriyo Aminov, Rafael Tolmasov, Shoista Mullojonova, Hanifa Mavlianova, Rena Galibova, Ahmad Boboqulov, y otros. Su repertorio constaba de más de 100 canciones.
Desde 1980, Itzhakova también trabajó como profesora titular del Departamento de Música Oriental del Instituto Estatal de Artes en Dushanbe.  Cuando el escritor tayiko Sadriddin Ayni oyó su cantar,  le llamó "La Levicha Mujer" debido a que Levi (Levicha) Babakhanov era un famoso cantante tradicional judío bújaro quién cantaba para el último Emir de Bujará a principios del siglo XX. El cantante folclórico tayiko e intérprete de y rubab Jurabek Nabiev ha dicho que su carrera profesional fue inspirada por Iskhakova, quién era su profesora.
Itzhakova participó en la grabación de la serie entera "Shashmaqom", la cual está almacenada en los Archivos de Música Nacionales de Tayikistán.

## Premios y reconocimientos
Itzhakova recibió muchos premios y reconocimientos por su trabajo como artista en la URSS. Recibió el Premio Estatal Rudaki de la República Socialista Soviética de Tayikistán, la Orden de la Bandera Roja del Trabajo, la Orden de la Insignia de Honor y el premio de Artista del Pueblo de la República Socialista Soviética de Tayikistán.

## Familia
Barno Itzhakova e Isroel Badalbayev tuvieron cinco hijos: Sofía, Olga, Tamara, Bertha, y Roman. Su hija Sofía Badalbayeva vive en Israel y es también una cantante de Shashmaqom.

## Últimos años
Emigró a Israel con su familia en 1992 debido a la Guerra Civil en Tayikistán y el aumento del fundamentalismo islámico que siguió a la disolución de la URSS y murió el 7 de septiembre de 2001 en Ramla, Israel.
Ella, junto a su marido Isroel, está enterrada en el Cementerio Har HaMenuchot  de Jerusalén. En mayo de 2017, la ciudad de Petaj Tikva nombró una calle emn su honor.

## Ver además
- Turquestán
- Uzbekistán
- Bujará
- Judíos de Bujará
- Shashmaqam